# Virginia Company of London

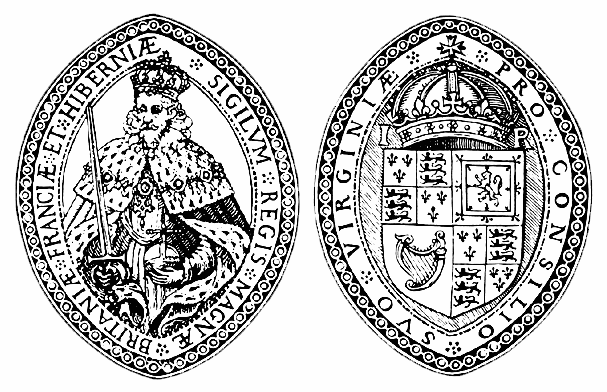
Siegel der Virginia Company of London

Die Virginia Company of London, oder kurz London Company, war eine englische Aktiengesellschaft, die mit königlicher Urkunde von James I., König von England und von Schottland, am 10. April 1606 errichtet wurde, um koloniale Siedlungen an der Ostküste von Nordamerika zu gründen. Dies war der Beginn der englischen und später der britischen Kolonialisierung Amerikas. Die „Virginia Company of Plymouth“, kurz Plymouth Company, war eine weitere Gesellschaft, die als Teil der Virginia Company einen identischen Vertrag erhielt, jedoch in einem anderen Küstengebiet, weiter nördlich, operierte (heute Neuengland). Die London Company war für die Gründung der Siedlung Jamestown, benannt nach König James I., der ersten permanenten englischen Siedlung in Nordamerika im Jahre 1607, zuständig.

## Beschreibung
Das der Gesellschaft zugesprochene Gebiet umfasste die nordamerikanische Küste vom 34. Breitengrad bei Cape Fear im Süden bis zum Long Island Sund am 41. Breitengrad im Norden. Nach ihrem Vertrag war es der Gesellschaft erlaubt, eine Siedlung von 26.000 km² auf diesem Gebiet zu gründen. Das Gebiet nördlich des 38. Breitengrades wurde mit der Plymouth Company geteilt, unter der Voraussetzung, dass die jeweiligen Kolonien einen Abstand von 160 Kilometern (100 britischen Meilen) zueinander einhalten mussten.
1607 gründete die Gesellschaft die Siedlung Jamestown am Ufer des James River an der Chesapeake Bay. 1609 hatte die Plymouth Company ihre Pläne, die Popham-Kolonie aufzubauen, aufgegeben und sich aufgelöst. Daraufhin wurde der Vertrag der London Company dahingehend erweitert, dass ihr Gebiet nun die gesamte Fläche zwischen dem 34. und 40. Breitengrad umfasste.

## Geschichte der London Company
Das Geschäftsziel der Gesellschaft war die Gründung einer Kolonie in Virginia mit Hilfe der Arbeitskraft freiwilliger Abenteurer nach dem üblichen Prinzip der zeitlich begrenzten Leibeigenschaft. Hierbei verpflichtete die Gesellschaft die Arbeiter für sieben Jahre und bot als Gegenleistung Landbesitz und die Kosten zu übernehmen für die Überfahrt, Verpflegung und den Schutz der Siedler.
Die aus drei Schiffen bestehende Flotte, zusammengestellt durch Bartholomew Gosnold, stach im Dezember 1606 mit 144 Männern und Jungen in See. Am 13. Mai 1607 errichteten diese ersten Siedler ihr Fort auf Jamestown Island.
Außer für ihr nacktes Überleben zu sorgen, hatten diese frühen Kolonisten eine weitere wichtige Aufgabe: Profite für die Anteilseigner der Virginia Company zu erwirtschaften. Obwohl die Siedler enttäuscht waren, dass am Strand kein Gold angespült wurde und „die Edelsteine nicht auf Bäumen wuchsen“, erkannten sie das große Potential ihrer neuen Heimat. Frühe Industrien, wie die Herstellung von Glas, Pech, Teer, sowie die Erzeugung von Bier und Wein, profitierten von der Fruchtbarkeit der Böden in der Kolonie. Allerdings ließ der Kampf ums Überleben den Siedlern nicht viel Zeit für Arbeiten, die sich die Virginia Company wünschte, um Profite zu erzielen.
In dem dreieckigen Fort am Ufer des James River stellten die Siedler schnell fest, dass sie vor allem Untertanen der Virginia Company of London waren und die Befehle derjenigen befolgen mussten, die die Kompanie zur Aufsicht eingesetzt hatte. Im Ausgleich erhielten die Siedler Waffen, Kleidung und Lebensmittel aus dem gemeinschaftlichen Lager. Nach sieben Jahren sollten sie eigenes Land erhalten. Die Wohlhabenderen, welche ihre eigenen Kleider und Waffen mitbrachten, würden Land, Dividenden und zusätzliche Gesellschaftsanteile erhalten.
Anfangs wurden die Kolonisten von einem Präsidenten und einem siebenköpfigen Rat regiert, der vom König bestimmt wurde. Schnell kam es zu Führungsproblemen und die ersten beiden Präsidenten Jamestowns, Thomas Smith und Edward Wingfield, mussten sich mit wechselndem Erfolg Problemen wie Krankheiten, Indianerangriffen, schlechter Essens- und Wasserversorgung und Unruhen stellen.

### Der zweite Vertrag
Die Virginia Company schaffte den Rat am 23. Mai 1609 ab und ersetzte ihn durch einen Gouverneur. Captain John Smith erwies sich als der starke Führer, den die Kolonie brauchte. Das Gewerbe florierte und die Verbindungen mit dem Volk von Häuptling Wahunsenacawh (auch Powhatan genannt (ca. 1545–ca. 1618)) verbesserten sich. 1609 erhielt die Virginia Company ihren zweiten Vertrag, der es der Kolonie erlaubte, ihren neuen Gouverneur unter ihren Anteilseignern auszuwählen. Die neue Anwerbungskampagne der Gesellschaft sorgte für regen Zufluss an Kapital und Investoren. Zwischen März 1608 und 1609 machten sich mehr als 600 Kolonisten auf die Überfahrt nach Virginia.
Zum Pech dieser neuen Siedler erlitt ihr neuer stellvertretender Gouverneur Sir Thomas Gates in Bermuda Schiffbruch und konnte seinen Posten erst 1610 einnehmen. Als er endlich ankam, musste er feststellen, dass nur ein kleiner Teil der Siedler die Hungersnot von 1609 und 1610 überlebt hatte. Schon bald erfuhr man auch im Mutterland vom erbärmlichen Zustand der Kolonie, was eine finanzielle Katastrophe für die Gesellschaft darstellte. Viele neue Anteilseigner sagten die Zahlungen für ihre Anteile ab und die Gesellschaft wurde in eine Vielzahl von Gerichtsverhandlungen verstrickt. Zusätzlich zu diesen Verlusten musste die Gesellschaft noch weitere Schulden machen, als sie hunderte weitere Kolonisten nach Virginia schickte.
Es gab wenig, um die erdrückenden Schulden auszugleichen. In Virginia war kein Gold gefunden worden und die aus den in der Neuen Welt gefundenen Rohmaterialien hergestellten Handelswaren waren minimal. Die Versuche, Glas, Pech, Teer und Pottasche herzustellen, waren kaum profitabel, da solche Waren auf der anderen Seite des Atlantiks deutlich günstiger zu bekommen waren.
Ein zunehmend schlechterer Ruf, politische Nahkämpfe und finanzielle Sorgen brachten die Virginia Company dazu, eine massive Werbekampagne zu starten. Die Gesellschaft überzog Kreuzungen mit verlockenden Plakaten, veröffentlichte überzeugende Artikel und überzeugte sogar den Klerus, die Vorteile der Unterstützung der Kolonisation zu predigen. Bevor die Gesellschaft aufgelöst wurde, veröffentlichte sie 27 Bücher und Flugblätter zur Bewerbung des Wagnisses in Virginia.
Um die Anteile besser vermarkten zu können, änderte die Virginia Company ihre Werbebotschaft. Anstatt sofortige Gewinne und riesige Profite zu versprechen, sprachen die Gesellschafter patriotische Gefühle und den Nationalstolz an. Einem Anteilseigner wurde versichert, dass seine Investition die Macht Englands vergrößern würde, um es zu der Supermacht zu machen, die es zu sein verdiene. Die „eingeborenen Heiden“ würden zur rechten Art des Christentums konvertieren und Arbeitslose könnten in der Neuen Welt eine Anstellung finden. Der Lebensstandard in der gesamten Nation würde sich verbessern.
Die Engländer bissen auf den Köder an. Die Leute wollten durch ihren Loyalitätsbeweis zur Krone an Gunst gewinnen, und auch die wachsende Mittelschicht sah im Erwerb von Anteilen eine Chance, sich selbst besser zu stellen. Aber die Nachrichten waren gar nicht gut. Obwohl die Bevölkerung Jamestowns wuchs, sorgte die hohe Sterblichkeit unter den Siedlern für instabile Profite. 1612 waren die Schulden der Gesellschaft auf über £1.000 gestiegen.

### Der dritte Vertrag
Ein dritter Vertrag brachte eine kurzfristige Lösung für die Probleme der Virginia Company. Der Gesellschaft wurde erlaubt, eine Lotterie zu veranstalten, um Kapital zu gewinnen. Andere attraktive Punkte des Vertrages waren die Erlaubnis für die Regierung Virginias, Gesetze zu erlassen sowie der Zuschlag eines 150 km breiten Gürtels Seegebiet zu den Besitztümern der Kolonie, der auch Bermuda in die Kolonie Virginia einschloss. Doch die Kolonie stand weiterhin auf unsicherem Boden, bis John Rolfes erfolgreiches Experiment mit dem Anpflanzen von Tabak ein landwirtschaftliches Handelsgut ergab, welches es der Gesellschaft ermöglichte, sich finanziell zu erholen.
1616 erlitt die Virginia Company weitere Widrigkeiten. Nach Ablauf der sieben Jahre schuldete sie den ursprünglichen Siedlern ihr Land und ihre Gesellschaftsanteile und den Investoren in der alten Heimat deren Dividenden. Die Gesellschaft sah sich gezwungen, die Zahlung der versprochenen Gelder abzusagen und stattdessen 200 km² Land als Zahlung zu übereignen. Im nächsten Jahr führte die Gesellschaft ein neues System ein, um neue Siedler für die Kolonie zu gewinnen. Investoren und Koloniebewohner konnten Landrechte erwerben, indem sie neuen Siedlern die Überfahrt bezahlten. Meistens verbrachten diese neuen Siedler eine bestimmte Zeit in Leibeigenschaft auf dem Land des Geldgebers.
Sir Edwin Sandys (1561–1629), einer der Gründer der Virginia Company, war ein großer Unterstützer dieses neuen Systems, denn sein Ziel war eine permanente Kolonie, welche das britische Gebiet erweitern, die Überbevölkerung des Landes erleichtern und den Markt für englische Waren vergrößern sollte. Der Kassenwart der Gesellschaft, Sir Thomas Smith, hatte einen anderen Traum: Die Aufgabe der Virginia Company sei es, zu handeln und Gewinne zu machen.
Am Ende war es Sandys Traum, der wahr wurde. Als er 1619 Kassenwart der Gesellschaft wurde, verstärkte er seine Bemühungen, die Kolonie zu bevölkern und Schutzrechte für den Tabak als Haupteinnahmequelle zu erlangen. Zur gleichen Zeit drängte er die Kolonisten dazu, auch andere Pflanzen anzubauen und so nicht von einem Produkt allein abhängig zu sein. Zu ihrem späteren Unglück ignorierten die Kolonisten seine Ratschläge.
1621 war die Gesellschaft in Schwierigkeiten. Nicht ausgezahlte Dividenden und verstärkter Gebrauch von Lotterien machten zukünftige Investoren unsicher. Die Schulden der Gesellschaft betrugen jetzt mehr als £9.000. Die verunsicherten Virginier ließen sich kaum durch Sandys beruhigen, der sie warnte, dass die Gesellschaft nicht wollte, dass sie sich auf etwas anderes als sich selbst verließen. Der Zustand der Kolonie verschlimmerte sich katastrophal, als sich die Powhatan-Konföderation im März 1622 gegen den ständig wachsenden Siedlungsdruck erhob und ein Viertel der europäischen Bevölkerung Virginias auslöschte.

### Der vierte Vertrag
Einen vierten Vertrag, der die Fähigkeiten der Gesellschaft, in der Kolonie Regierungsentscheidungen zu treffen, empfindlich einschränkte, lehnten die Anteilseigner ab. König Jakob I. änderte den Status der Kolonie unverzüglich. Virginia war ab 1624 eine Kronkolonie, die von einem vom König ernannten Gouverneur verwaltet wurde. 1627 erhielt der Rat von Virginia die Zustimmung des Königs und diese Regierungsform aus Gouverneur und Rat sollte die Kolonie, mit Ausnahme der Jahre des Commonwealth, bis 1776 führen.

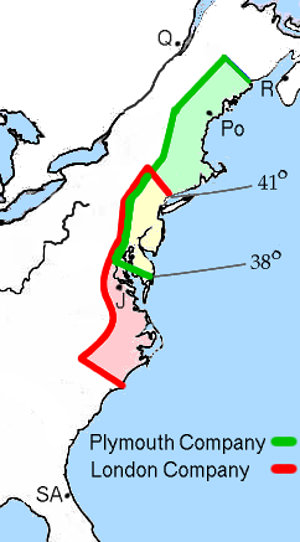
Landzuweisungen der London und Plymouth Company. Das überlappende Gebiet (gelb) war beiden Gesellschaften zugeteilt worden. Die Popham Colony ist mit „Po“ bezeichnet, Q – Quebec (Königreich Frankreich); R – Port Royal; J – Jamestown (England); SA – San Agustín (Königreich Spanien).

## Beziehungen zu den Ureinwohnern
Am 20. November 1606 erhielt Gouverneur Thomas Gates (1585–1621) vom König die Anweisung, die amerikanischen Ureinwohner gewaltsam zum Anglikanismus zu bekehren und die Unterordnung unter die Kolonialregierung zu erzwingen. Die Aufzeichnungen der Gesellschaft berichten von einer Diskussion während eines ihrer ersten Treffen. Dabei ging es um eine Rechtfertigung ihrer Geschäfte und Methoden um „[…] den Abenteurern eine Anschaulichkeit und Befriedigung über die Gerechtigkeit der Sache zu geben, und sie so zu ermutigen“. Doch andere widersprachen mit der Begründung, dass in jeder Rechtfertigung auch ein Geständnis liege. Sie wollten vermeiden, dass sich eine öffentliche Diskussion entwickelte, in der Neutrale und Katholiken sie angreifen könnten. Während die katholischen Argumente die spanischen Ansprüche aus dem 1494 geschlossenen Vertrag von Tordesillas unterstützt hätten, wurde befürchtet, dass die Neutralen Skrupel ins Gewissen der Kolonisten bezüglich der Rechtmäßigkeit ihrer Plantagen säen könnten. Daher wurde auf die Veröffentlichung einer solchen Rechtfertigung verzichtet.
Im Jahre 1608 bot die Rechtsprechung von Edward Coke, dem obersten Lord-Richter von England und Wales, einen Präzedenzfall, der über das vorliegende Problem hinausging. Im Falle Calvins („Calvin's Case“) stellte sich die Frage, ob ein Schotte vor einem englischen Gericht Gerechtigkeit suchen könne. Coke unterschied in seinem Urteil zwischen Ausländern aus Ländern, die sich mit England im Krieg befinden und solchen aus befreundeten Ländern. Er urteilte, dass befreundete Ausländer Zuflucht vor englischen Gerichten finden könnten, aber auch, dass alle Ungläubigen, als aus nicht-christlichen Nationen kommend, keinen Frieden finden würden, und dass fortwährend Feindschaft zwischen ihnen und den Christen bestehen würde.
1609 gab die Gesellschaft die Anweisung, die Kinder von Indianern zu entführen und sie mit englischen Werten und religiösen Vorstellungen zu indoktrinieren. Diese Anweisungen erlaubten auch Angriffe auf die Iniocasoockes, die kulturellen Führer der Powhatan-Indianer. Allerdings war die Gesellschaft erst beim Eintreffen von Gouverneur Thomas De La Warr im Jahre 1610 in der Lage, im ersten Krieg gegen die Powhatan-Konföderation vorzugehen (Englische Powhatankriege). De La Warr wurde von Sir Thomas Dale abgelöst, der den Krieg fortführte. Während dieser Zeit heiratete Pocahontas John Rolfe.
Die militärische Offensive wurde auch von einem Propagandafeldzug begleitet. Alderman Robert Johnson veröffentlichte 1609 „Nova Britannia“, in der er die amerikanischen Ureinwohner mit wilden Tieren gleichsetzte („heardes of deere in a forest“). Während er in seinem Buch die Powhatans als friedliebend bezeichnete, bedrohte er trotzdem all jene als Feinde „seines“ Landes, welche sich der Konversion zum Anglikanismus entzögen.
Der zweite Krieg mit den Powhatan begann 1622. Die Auslöser sind umstritten. Apologeten der Gesellschaft sagen, dass Opchanacanough den Krieg begonnen habe. Robert Williams, ein heutiger Forscher der Rechte amerikanischer Ureinwohner, legt hingegen dar, dass Opchanacanough sich Zugeständnisse von Gouverneur George Yeardley gesichert hatte, die die Gesellschaft nicht zu akzeptieren bereit war. Daher kann es sein, dass Opchanacanoughs Angriff auf Jamestown am 22. März 1622 ein Versuch war, die Kolonie zu besiegen, bevor Verstärkungen eintrafen. Bei dem Angriff wurden 350 von 1.240 Kolonisten getötet. Die Virginia Company veröffentlichte eine Schilderung dieses Angriffs, welcher in calvinistischer Theologie getränkt war. Die neuen Befehle riefen nach einem „andauernden Krieg ohne Frieden oder Waffenstillstand […] um das Volk auszurotten, eine so verfluchte Nation, undankbar gegen alle Begünstigungen und zu jeder Güte unfähig“.